# Rolf Trauzettel
Rolf Trauzettel (* 1. Juli 1930 in Leipzig; † 11. August 2019 in Bonn-Bad Godesberg) war ein deutscher Sinologe und Historiker.

## Leben

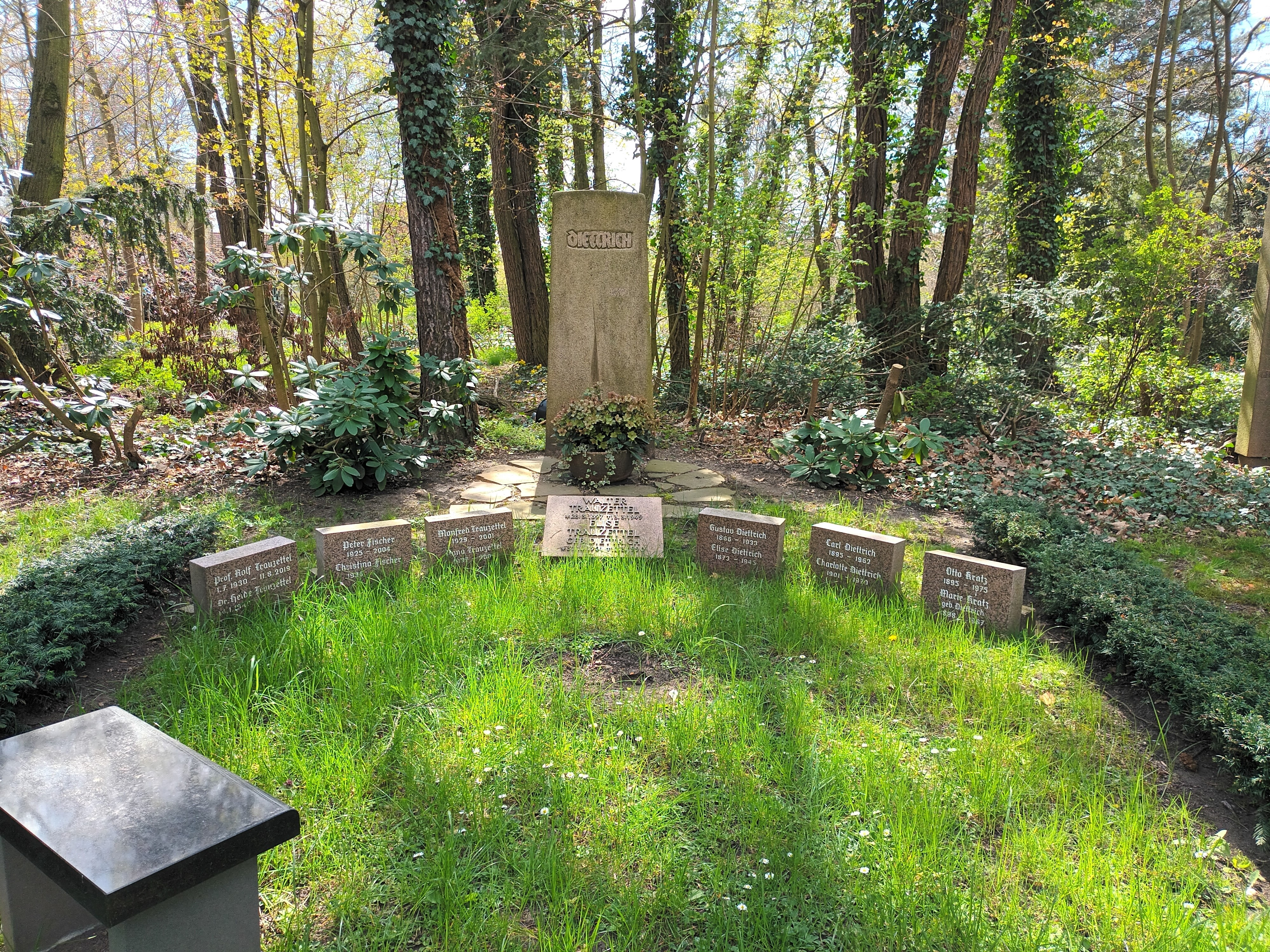
Grabstätte Rolf Trauzettel und Angehörige

Trauzettel studierte Sinologie, Japanologie, Indologie und Philosophie an der Universität Leipzig und der Ludwig-Maximilians-Universität München, wo er 1964 promoviert wurde. 1957 bis 1961 war er im wissenschaftlichen Bibliotheksdienst und danach Assistent am Ostasiatischen Seminar der Universität München. 1972 wurde er Professor und Direktor des Sinologischen Seminars der Universität Göttingen und 1975 Direktor des Sinologischen Seminars der Universität Bonn. Im Jahr 1995 wurde er emeritiert.
Er setzte sich für ein Verständnis chinesischer Kultur ein, ohne sie in westliche Begrifflichkeiten zu zwängen.
2005 fand ihm zu Ehren in Taipeh ein Internationales Sinologisches Symposium statt (Personen- und Individuumsbegriff in China und im Westen).
Rolf Trauzettel wurde auf dem Südfriedhof Leipzig beerdigt.

## Schriften
- mit Herbert Franke Das Chinesische Kaiserreich, Fischer Weltgeschichte, Band 19, 1968.
- Ts’ai Ching (1046–1126) als Typus des illegitimen Ministers, Bamberg 1964 (Dissertation).
- Herausgeber mit Silke Krieger: Konfuzianismus und die Modernisierung Chinas, Mainz: Hase und Koehler 1990.
- mit Jan Assmann: Tod, Jenseits und Identität: Perspektiven einer kulturwissenschaftlichen Thanatologie, Freiburg, München: Alber 2002.